# Elżbieta Kawecka-Wyrzykowska
Elżbieta Kawecka-Wyrzykowska (ur. 24 czerwca 1950 w Kargoszynie) – ekonomista, profesor zwyczajny w Szkole Głównej Handlowej w Warszawie.

## Życiorys
Uzyskała magisterium, doktorat i habilitację na Wydziale Handlu Zagranicznego SGH.
Stażystka Instytutu Europejskiego we Florencji, Uniwersytetu Stanu Ohio w Columbus i w Waszyngtonie, wykłady na Uniwersytecie Kiotyjskim.
Kierownik Katedry Integracji Europejskiej im. Jeana Monneta w SGH oraz Zakładu Integracji Europejskiej Instytutu Koniunktur i Cen Handlu Zagranicznego, członek zespołu doradców ekonomicznych Prezydenta RP, ekspert w Komitecie Integracji Europejskiej; członek Rady Naukowej Centrum Europejskiego UW, członek Rady Naukowej przy Ministrze Gospodarki, członek Społecznej Rady Planowania przy Centralnym Urzędzie Planowania.
W latach 2008–2012 prorektor SGH ds. współpracy z zagranicą.
Przedstawiciel Rządu w grupie negocjacyjnej ds. środków pozataryfowych Rundy Urugwajskiej GATT, ekspert Senatu RP ds. ratyfikacji Układu Europejskiego ustanawiającego stowarzyszenie Polski ze Wspólnotami Europejskimi.
Prowadzi badania dotyczące m.in. warunków i skutków członkostwa Polski w Unii Europejskiej, rozwoju procesów integracyjnych w Europie Zachodniej, stosunków Polski z GATT i WTO, polityki handlu zagranicznego Polski.